# Rouvrel
Rouvrel település Franciaországban, Somme megyében. Lakosainak száma 303 fő (2022. január 1.). Rouvrel Ailly-sur-Noye, Dommartin, Hailles, Mailly-Raineval, Moreuil, Morisel és Remiencourt községekkel határos.

## Népesség
A település népessége az elmúlt években az alábbi módon változott:
| Lakosok száma | 285  | 302  | 309  | 306  | 307  | 309  | 310  | 305  | 303  |
|               | 2013 | 2015 | 2016 | 2017 | 2018 | 2019 | 2020 | 2021 | 2022 |